# Women's Super League 2024-2025 (Svizzera)
La Women's Super League 2024-2025, anche nota come AXA Women's Super League 2024-2025 per ragioni di sponsorizzazione, è stata la cinquantacinquesima edizione della massima serie del campionato svizzero femminile di calcio, la quinta con la nuova denominazione di Women's Super League. Il campionato è iniziato il 9 agosto 2024, la stagione regolare si è conclusa il 22 marzo 2025, mentre la seconda fase si è conclusa il 17 maggio 2025 con la finale per il titolo Il campionato è stato dallo Young Boys, vittorioso dopo quattordici anni e che nella finale ha battuto il Grasshopper dopo i tiri di rigore.

## Stagione

### Novità
Dalla Women's Super League 2023-2024 non c'è stata alcuna retrocessione, poiché sia il Rapperswil-Jona che il Thun Berner Oberl. hanno mantenuto la categoria dopo aver concluso ai primi due posti il girone promozione-retrocessione.

### Formato
Come nelle precedenti due stagioni, il torneo si è articolato su due fasi. Nella stagione regolare le dieci squadre si sono affrontate in un girone all'italiana con partite di andata e ritorno, per un totale di 18 giornate. Al termine della prima fase, le squadre sono suddivise in due gruppi: le prime otto classificate hanno avuto accesso alla fase a play-off, mentre le ultime due a un girone promozione-retrocessione assieme alle prime due classificate della Lega Nazionale B 2023-2024.
Nella fase a play-off le otto squadre si sono affrontate con la modalità ad eliminazione diretta con partite di andata e ritorno, con l'andata in casa per quelle peggio classificate. Anche la finale è stata disputata con partite di andata e ritorno e la vincitrice è stata decretata campione di Svizzera ed ammessa all'UEFA Women's Champions League 2025-2026. La squadra sconfitta in finale è ammessa all'edizione inaugurale dell'UEFA Women's Europa Cup. Le squadre eliminate ai quarti di finale hanno disputato partite di andata e ritorno per determinare i piazzamenti dal quinto all'ottavo posto. Nel girone promozione-retrocessione le quattro squadre si sono affrontate in un girone all'italiana, con partite di andata e ritorno, per un totale di sei giornate. Le prime due classificate hanno acquisito il diritto a partecipare alla Women's Super League 2025-2026, mentre le ultime due alla Lega Nazionale B.

## Squadre partecipanti
| Club               | Città       | Stadio                           | Stagione precedente       |
| ------------------ | ----------- | -------------------------------- | ------------------------- |
| Aarau              | Aarau       | Sportanlage Schachen             | 8º posto in WSL           |
| Basilea            | Basilea     | Leichtathletik-Stadion St. Jakob | 3º posto in WSL           |
| Grasshopper        | Zurigo      | GC/Campus                        | 5º posto in WSL           |
| Lucerna            | Lucerna     | Sportanlagen Allmend             | 7º posto in WSL           |
| Rapperswil-Jona    | Jona        | Stadion Grünfeld                 | 9º posto in WSL           |
| San Gallo          | San Gallo   | Stadio dell'Espenmoos            | 6º posto in WSL           |
| Servette Chênois   | Chêne-Bourg | Stade des Trois-Chêne            | 1º posto in WSL, campione |
| Thun Berner Oberl. | Thun        | Stadion Lachen                   | 10º posto in WSL          |
| Young Boys         | Berna       | Stadio Wankdorf                  | 4º posto in WSL           |
| Zurigo             | Zurigo      | Sportanlage Heerenschürli        | 2º posto in WSL           |

## Prima fase

### Classifica finale
|  | Pos. | Squadra            | Pt | G  | V  | N | P  | GF | GS | DR  |
|  | ---- | ------------------ | -- | -- | -- | - | -- | -- | -- | --- |
|  | 1.   | Young Boys         | 39 | 18 | 12 | 3 | 3  | 46 | 18 | +28 |
|  | 2.   | Basilea            | 39 | 18 | 12 | 3 | 3  | 42 | 14 | +28 |
|  | 3.   | Servette Chênois   | 38 | 18 | 12 | 2 | 4  | 37 | 10 | +27 |
|  | 4.   | San Gallo          | 32 | 18 | 9  | 5 | 4  | 33 | 12 | +21 |
|  | 5.   | Zurigo             | 32 | 18 | 10 | 2 | 6  | 29 | 25 | +4  |
|  | 6.   | Grasshopper        | 28 | 18 | 8  | 4 | 6  | 40 | 24 | +16 |
|  | 7.   | Aarau              | 26 | 18 | 8  | 2 | 8  | 24 | 28 | -4  |
|  | 8.   | Lucerna            | 10 | 18 | 2  | 4 | 12 | 18 | 45 | -27 |
|  | 9.   | Thun Berner Oberl. | 8  | 18 | 2  | 2 | 14 | 16 | 61 | -45 |
|  | 10.  | Rapperswil-Jona    | 4  | 18 | 1  | 1 | 16 | 6  | 54 | -48 |

Legenda:
      Ammesse alla fase per il titolo.
      Ammesse alla fase promozione-retrocessione.
Note:
Tre punti a vittoria, uno a pareggio, zero a sconfitta.
La classifica viene stilata secondo i seguenti criteri:
- Punti conquistati
- Differenza reti generale
- Reti totali realizzate
- Punti conquistati negli scontri diretti
- Differenza reti negli scontri diretti
- Reti realizzate negli scontri diretti

### Risultati

#### Tabellone
|                      | Aar  | Bas  | Gra  | Luc  | Rap  | SGa  | SCh  | TBO  | YBo  | Zur  |
| -------------------- | ---- | ---- | ---- | ---- | ---- | ---- | ---- | ---- | ---- | ---- |
| Aarau                | –––– | 2-1  | 1-3  | 4-1  | 3-1  | 2-1  | 1-2  | 3-1  | 0-2  | 2-1  |
| Basilea              | 2-0  | –––– | 2-1  | 3-0  | 2-0  | 2-1  | 0-0  | 5-0  | 2-1  | 1-2  |
| Grasshopper          | 1-1  | 2-6  | –––– | 4-3  | 3-0  | 0-0  | 0-1  | 2-1  | 0-3  | 1-1  |
| Lucerna              | 1-1  | 1-6  | 0-6  | –––– | 0-1  | 1-1  | 0-2  | 1-4  | 0-1  | 1-2  |
| Rapperswil-Jona      | 0-1  | 0-3  | 0-6  | 0-3  | –––– | 1-6  | 0-2  | 2-2  | 0-4  | 1-3  |
| San Gallo            | 5-0  | 1-1  | 1-0  | 0-1  | 4-0  | –––– | 1-0  | 4-0  | 2-2  | 1-0  |
| Servette Chênois     | 2-0  | 1-2  | 2-3  | 1-1  | 5-0  | 2-0  | –––– | 2-0  | 3-0  | 1-2  |
| Thun Berner Oberland | 1-3  | 0-3  | 1-8  | 1-1  | 1-0  | 0-3  | 0-3  | –––– | 1-7  | 0-3  |
| Young Boys           | 2-0  | 1-1  | 1-0  | 5-1  | 3-0  | 0-0  | 0-4  | 6-2  | –––– | 4-1  |
| Zurigo               | 1-0  | 1-0  | 0-0  | 3-2  | 3-0  | 0-2  | 0-4  | 5-1  | 1-4  | –––– |

### Classifica marcatrici
Fonte: sito ufficiale.
| Gol |  |  | Giocatore          | Squadra          |
| --- |  |  | ------------------ | ---------------- |
| 10  |  |  | Courtney Strode    | Young Boys       |
| 10  |  |  | Stephanie Waeber   | Young Boys       |
| 9   |  |  | Emanuela Pfister   | Grasshopper      |
| 8   |  |  | Janina Egli        | Grasshopper      |
| 8   |  |  | Naomi Luyet        | Young Boys       |
| 8   |  |  | Milena Nikolić     | Basilea          |
| 7   |  |  | Iman Beney         | Young Boys       |
| 7   |  |  | Paula Serrano      | Servette Chênois |
| 6   |  |  | Cassandra Korhonen | Servette Chênois |
| 6   |  |  | Coumba Sow         | Basilea          |

## Fase per il titolo
Alla fase per il titolo hanno avuto accesso le prime otto classificate nella stagione regolare, che si sono affrontate in un play-off.

### Tabellone
|  | Quarti di finale | Quarti di finale  | Quarti di finale | Quarti di finale | Quarti di finale |  |  | Semifinali  | Semifinali  | Semifinali  | Semifinali  | Semifinali |       |   | Finale           | Finale           | Finale | Finale | Finale |  |
|  |                  |                   |                  |                  |                  |  |  |             |             |             |             |            |       |   |                  |                  |        |        |        |  |
|  | 1                | Young Boys        | 2                | 1                | 3                |  |  |             |             |             |             |            |       |   |                  |                  |        |        |        |  |
|  | 8                | Lucerna           | 1                | 0                | 1                |  |  | Young Boys  | Young Boys  | 3           | 1           | 4          |       |   |                  |                  |        |        |        |  |
|  | 4                | San Gallo         | 1                | 0                | 1                |  |  | Zurigo      | Zurigo      | 1           | 1           | 2          |       |   |                  |                  |        |        |        |  |
|  | 5                | Zurigo            | 3                | 0                | 3                |  |  |             |             |             |             |            |       |   | Young Boys (dtr) | Young Boys (dtr) | 0      | 2 (5)  | 2      |  |
|  | 3                | Servette Chênois  | 1                | 1 (0)            | 2                |  |  |             |             | Grasshopper | Grasshopper | 1          | 1 (4) | 2 |                  |                  |        |        |        |  |
|  | 6                | Grasshopper (dtr) | 1                | 1 (3)            | 2                |  |  | Grasshopper | Grasshopper | 1           | 4           | 5          |       |   |                  |                  |        |        |        |  |
|  | 2                | Basilea           | 2                | 4                | 6                |  |  | Basilea     | Basilea     | 2           | 1           | 3          |       |   |                  |                  |        |        |        |  |
|  | 7                | Aarau             | 1                | 0                | 1                |  |  |             |             |             |             |            |       |   |                  |                  |        |        |        |  |

### Risultati

#### Quarti di finale
|                  | Risultati           |                  | Luogo e data                |
| ---------------- | ------------------- | ---------------- | --------------------------- |
| Lucerna          | 1-2                 | Young Boys       | Lucerna, 13 aprile 2025     |
| Young Boys       | 1-0                 | Lucerna          | Berna, 17 aprile 2025       |
|                  |                     |                  |                             |
| Zurigo           | 3-1                 | San Gallo        | Zurigo, 12 aprile 2025      |
| San Gallo        | 0-0                 | Zurigo           | San Gallo, 19 aprile 2025   |
|                  |                     |                  |                             |
| Grasshopper      | 1-1                 | Servette Chênois | Zurigo, 13 aprile 2025      |
| Servette Chênois | 1-1 (dts) (0-3 dtr) | Grasshopper      | Chêne-Bourg, 19 aprile 2025 |
|                  |                     |                  |                             |
| Aarau            | 1-2                 | Basilea          | Aarau, 12 aprile 2025       |
| Basilea          | 4-0                 | Aarau            | Basilea, 4 aprile 2025      |
|                  |                     |                  |                             |

#### Semifinali
|             | Risultati |             | Luogo e data                |
| ----------- | --------- | ----------- | --------------------------- |
| Zurigo      | 1-3       | Young Boys  | Zurigo, 26 aprile 2025      |
| Young Boys  | 1-1       | Zurigo      | Berna, 3 maggio 2025        |
|             |           |             |                             |
| Grasshopper | 1-2       | Basilea     | Niederhasli, 27 aprile 2025 |
| Basilea     | 1-4       | Grasshopper | Basilea, 18 maggio 2025     |
|             |           |             |                             |

#### Finale
|             | Risultati           |             | Luogo e data           |
| ----------- | ------------------- | ----------- | ---------------------- |
| Grasshopper | 1-0                 | Young Boys  | Zurigo, 11 maggio 2025 |
| Young Boys  | 2-1 (dts) (5-4 dtr) | Grasshopper | Berna, 17 maggio 2025  |
|             |                     |             |                        |

#### Piazzamenti 5º-8º posto
|                  | Risultati |                  | Luogo e data               |
| ---------------- | --------- | ---------------- | -------------------------- |
| Lucerna          | 1-4       | San Gallo        | Lucerna, 26 aprile 2025    |
| San Gallo        | 5-3       | Lucerna          | San Gallo, 3 maggio 2025   |
|                  |           |                  |                            |
| Aarau            | 1-1       | Servette Chênois | Aarau, 26 aprile 2025      |
| Servette Chênois | 4-0       | Aarau            | Chêne-Bourg, 3 maggio 2025 |
|                  |           |                  |                            |

## Girone promozione-retrocessione
Al girone promozione-retrocessione hanno avuto accesso le squadre classificate al nono e decimo posto in Women's Super League, il Rapperswil-Jona e il Thun Berner-Oberland, e le prime due classificate eleggibili nella Lega Nazionale B, l'Yverdon e lo Schlieren.

### Classifica finale
|  | Pos. | Squadra            | Pt | G | V | N | P | GF | GS | DR |
|  | ---- | ------------------ | -- | - | - | - | - | -- | -- | -- |
|  | 1.   | Thun Berner Oberl. | 12 | 6 | 3 | 3 | 0 | 13 | 7  | +6 |
|  | 2.   | Rapperswil-Jona    | 6  | 6 | 0 | 6 | 0 | 6  | 6  | 0  |
|  | 3.   | Yverdon            | 6  | 6 | 1 | 3 | 2 | 9  | 10 | -1 |
|  | 4.   | Schlieren          | 5  | 6 | 1 | 2 | 3 | 5  | 10 | -5 |

Legenda:
      Ammessa in Women's Super League 2025-2026
      Ammessa in Lega Nazionale B 2025-2026
Note:
Tre punti a vittoria, uno a pareggio, zero a sconfitta.
La classifica viene stilata secondo i seguenti criteri:
- Punti conquistati
- Differenza reti generale
- Reti totali realizzate
- Punti conquistati negli scontri diretti
- Differenza reti negli scontri diretti
- Reti realizzate negli scontri diretti

### Risultati
|                      | Rap  | Sch  | TBO  | Yve  |
| -------------------- | ---- | ---- | ---- | ---- |
| Rapperswil-Jona      | –––– | 0-0  | 1-1  | 1-1  |
| Schlieren            | 2-2  | –––– | 0-2  | 0-2  |
| Thun Berner Oberland | 1-1  | 3-1  | –––– | 2-2  |
| Yverdon              | 1-1  | 1-2  | 2-4  | –––– |